# Alimenti della guerra civile americana

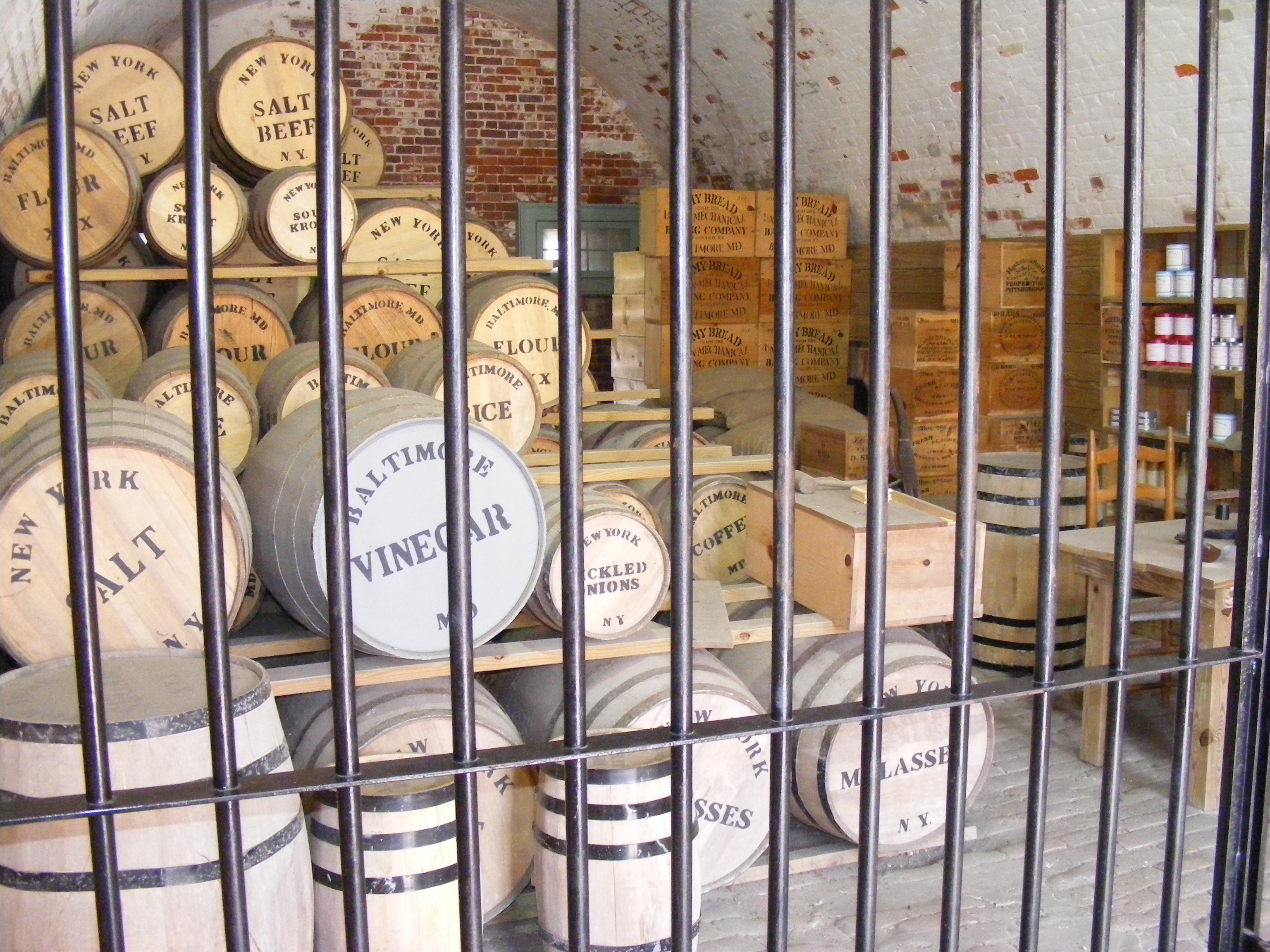
Deposito per le razioni

Gli alimenti della guerra civile americana erano le provviste usate durante la guerra civile americana dagli eserciti sia dell'Unione che dei confederati.

## Razioni del Sud
Le razioni per i soldati nell'esercito degli Stati Confederati d'America avrebbero dovuto seguire le linee guida del libro di William joseph Hardee. Lo stesso Hardee avrebbe prestato servizio nell'esercito confederato come comandante di corpo d'armata nel teatro occidentale. Sebbene i quartiermastri del Nord prendessero come standard le sue linee guida sulle razioni, l'esercito del Sud si trovò a mancare la maggior parte degli articoli elencati. Il governo confederato ha tentato di fornire razioni adeguate per le proprie truppe, ma è stato ostacolato dai blocchi, dalla monocoltura e dalla mancanza di trasporti. Sono stati forniti principalmente pane di mais.
I soldati confederati, d'altra parte, avevano più accesso al tabacco rispetto ai loro omologhi dell'Unione. Mentre le truppe avversarie erano in servizio di picchetto, era comune per i soldati dell'Unione scambiare il loro caffè in cambio del tabacco dei soldati confederati (lontano dagli occhi degli ufficiali). I soldati del sud avrebbero anche potuto usare la radice di cicoria tostata come sostituto del caffè. L'arachide, a causa della sua ampia disponibilità in tutto il sud del Nord America, era anche un'importante fonte di cibo per i soldati confederati.

## Razioni del Nord
Secondo Hardee's Rifle and Light Infantry Tactics, scritto da un ufficiale dell'esercito americano del sud prima della guerra, le razioni per un soldato durante questo periodo di solito includevano:
- 20 once (567 g) di maiale o manzo[2] (il manzo era fresco o salato e il maiale era sempre salato.)
- 12 once (340 g) di pane duro[2] in campo o guarnigione o 16 once di pane duro in mare, in campagna o in marcia
- 1 oncia (28,35 g) di un cubetto compresso di verdure miste essiccate[2] o 1,5 once (42,5 g) di un cubo compresso di patate essiccate se gli alimenti supplementari non erano disponibili.

Questo sarebbe stato integrato da (per 100 razioni):
- 8 quarts (7,57 kg) di fagioli o piselli
- 10 libbre (4,54 kg) di riso o hominy (mais essiccato nixtamalizzatl)
- 10 libbre (4,54 kg) di chicchi di caffè verde o 8 libbre (3,63 kg) di chicchi di caffè tostati
- 10 libbre (4,54 kg) di zucchero
- 2 quarts (1,89 kg) di sale
- 1 litro di aceto

Le razioni da campo più comuni distribuite ai singoli soldati erano il maiale salato e le gallette, entrambi progettati per resistere alle dure condizioni del campo senza deteriorarsi. Il sale in eccesso poteva essere raschiato via dalla carne per integrare la razione di sale. Tuttavia, queste razioni richiedevano la cottura per renderle appetibili. Era improbabile che i soldati meno esperti avessero la propria attrezzatura da cucina e i grandi bollitori a livello aziendale venivano talvolta lasciati indietro durante i rapidi avanzamenti.
Il cibo veniva spesso infestato da insetti, in particolare parassiti del riso o del grano. Questo, insieme alla scarsità e alle razioni non commestibili, ha reso necessario per i soldati integrare la propria dieta da soli. I soldati potevano ottenere una maggiore varietà di cibi foraggiando e o razziando; ricevere scatole di cibo dalle loro famiglie o acquistare o scambiare oggetti con altri soldati. I soldati non potevano contare sull'ottenimento di cibo dagli abitanti delle zone in cui si accampavano poiché anche la maggior parte dei cittadini era colpita dalla guerra e aveva poco da dare. Se gli abitanti sostenevano la parte dei soldati nella guerra, a volte potevano riuscire a fornire cibo, ma di solito veniva requisito tramite furto.
L'invenzione del latte condensato da parte di Gail Borden fu molto utile per l'esercito dell'Unione. Anche i soldati bevevano regolarmente caffè, ma non sempre si trattava esclusivamente di chicchi di caffè. La radice di tarassaco serviva come integratore o surrogato quando i chicchi di caffè scarseggiavano. La radice di tarassaco era ampiamente disponibile e priva di caffeina, con un sapore quasi uguale al caffè.